# Juana de Inglaterra (1321-1362)
Juana de Inglaterra (Torre de Londres, 5 de julio de 1321 - Castillo de Hertford, Hertfordshire, 7 de septiembre de 1362), conocida como Juana de la Torre fue la primera esposa y reina consorte de David II de Escocia. Ella nació en la Torre de Londres y fue la hija menor de Eduardo II de Inglaterra y de Isabel de Francia.

## Nacimiento
Juana nació en la Torre de Londres y era la hija menor de Eduardo II de Inglaterra y la reina Isabel. Sus hermanos eran el rey Eduardo III de Inglaterra, Juan de Eltham, conde de Cornualles y Leonor de Woodstock.

## Matrimonio
De acuerdo con los términos del tratado de Northampton, se casó el 17 de julio de 1328 (ella, a los 7 años de edad y él, a los 4) con David II de Escocia en Berwick-upon-Tweed. El 7 de junio de 1329, su suegro, Roberto I de Escocia murió y David II se convirtió en Rey. Fue coronado en Scone en noviembre de 1331. 
Debido a la victoria de Eduardo III de Inglaterra y su protegido Edward Balliol en Halidon Hill en julio de 1333, David y su reina fueron enviados por su seguridad a Francia, alcanzando Boulogne en mayo de 1334, donde fueron recibidos por el rey francés, Felipe VI. Poco se sabe sobre la vida del rey escocés y la reina en Francia, excepto que recibieron Château-Gaillard como su residencia. David estuvo presente en el encuentro incruento de los ejércitos inglés y francés en Vironfosse en octubre de 1339.
Mientras tanto los representantes de David había obtenido ventaja en Escocia, y David y Juana entonces pudieron regresar a su reino en junio de 1341, cuando él asumió las riendas del gobierno en sus propias manos.
En 1346, David II fue tomado prisionero en la batalla de Neville's Cross el 17 de octubre de 1346, y permaneció en Inglaterra durante once años. Esto significaba que Juana y David estuvieron viviendo separados pues no nació ningún hijo durante esta época. Juana murió en 1362, a la edad de 41 años, en el castillo de Hertford, Hertfordshire y fue enterrada en la iglesia de Grey Friars, Londres.
| Predecesor: Isabel de Burgh | Reina consorte del Reino de Escocia 1329 - 1362 | Sucesor: Margarita Drummond |